# HMS Captain (1870)
El HMS Captain fue un buque de guerra de la Royal Navy de mediados del siglo XIX. Era un buque torreta con aparejo de velas. Destacó por ser uno de los primeros buques de guerra de alto bordo en utilizar torretas blindadas para proteger su artillería pesada. Debido a errores en su diseño y construcción el Captain volcó y naufragó en una borrasca en el cabo Finisterre  el 7 de septiembre de 1870. En esta catástrofe perdieron la vida 482 tripulantes además de su diseñador, el capitán británico Cowper Phipps Coles.

## Origen del diseño

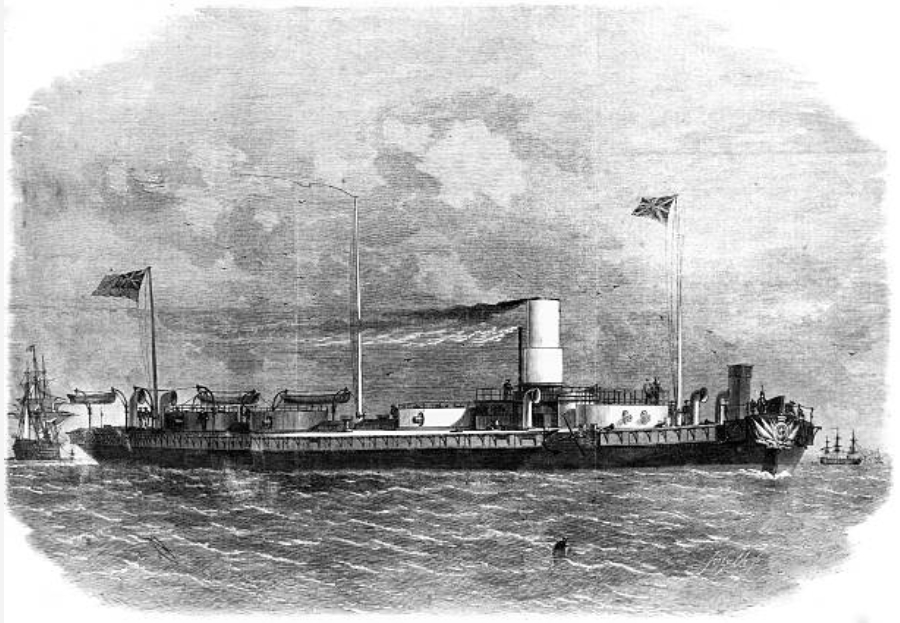
HMS Royal Sovereign.

La génesis del diseño del Captain se remonta a las experiencias del capitán británico Cowper Phipps Coles durante la Guerra de Crimea. En el asalto al puerto ruso de Taganrog, Coles y un grupo de marinos británicos construyeron una balsa armada con cañones protegidos dentro de una torreta giratoria blindada con el fin de bombardear las fortificaciones rusas. Esta embarcación, llamada Lady Nancy, tuvo gran éxito, lo que llevó a Coles a patentar el diseño de la torre artillada.
El éxito de Lady Nancy despertó también el interés del Almirantazgo Británico, que en 1859 encargó a Coles un prototipo de su torreta para ser instalada a bordo del buque batería HMS Trusty. Los buenos resultados de las pruebas de mar del Trusty alentaron al almirantazgo a ordenar la construcción de un buque de defensa costera, el HMS Prince Albert, equipado con 4 torretas de diseño Coles además de la modificación del buque de línea HMS Royal Sovereign, que se encontraba en construcción, para equiparlo con tres torretas similares.

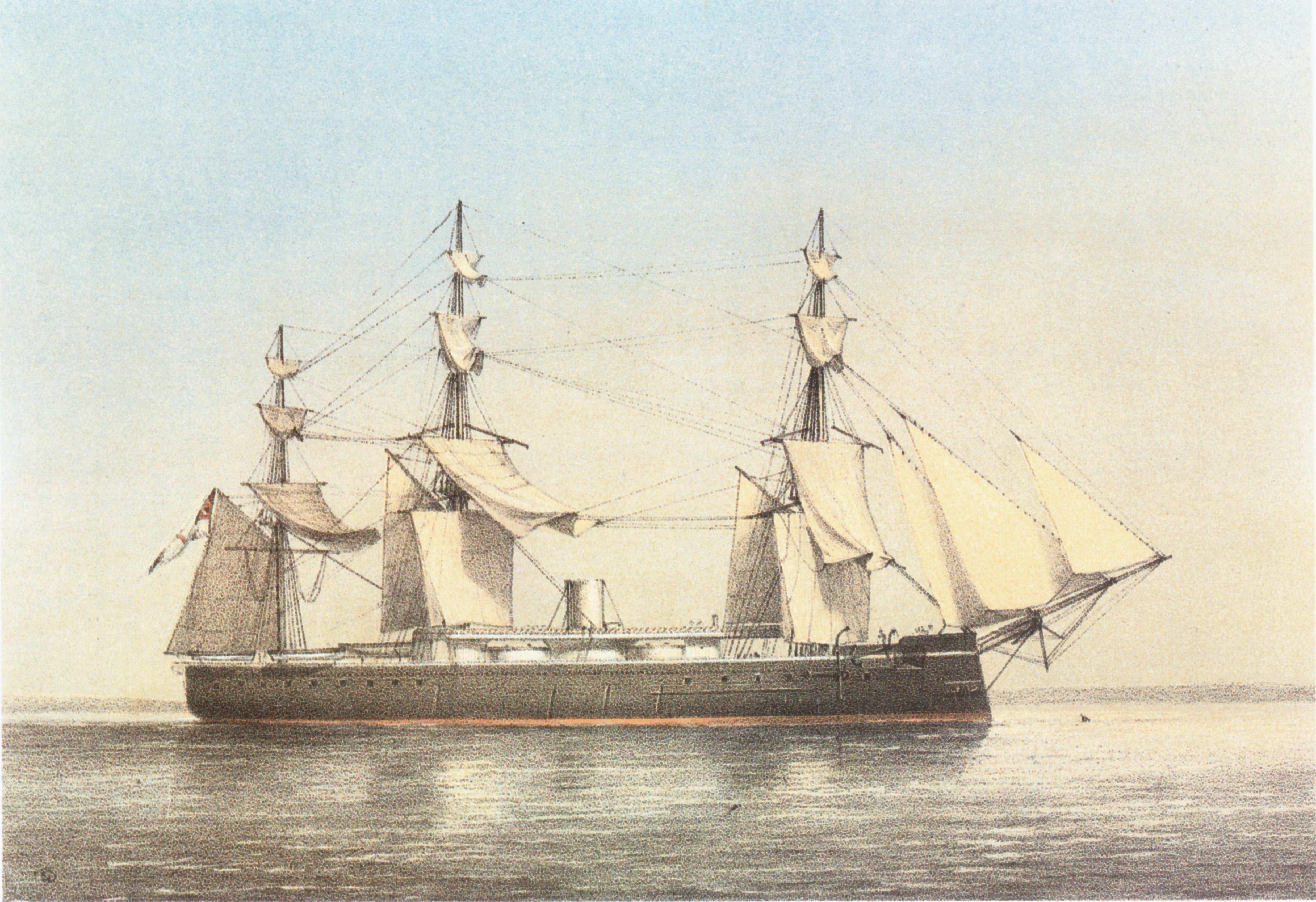
HMS Monarch.

Tanto el Prince Albert como el Royal Soverign tenían cubierta corrida y contaban solamente con un aparejo de respeto debido a las limitaciones que el arco de fuego imponía en la posición de la jarcia requerida para soportar un aparejo convencional. El hecho de no contar con un aparejo convencional limitó a ambos buques a operar solamente en zonas costeras.

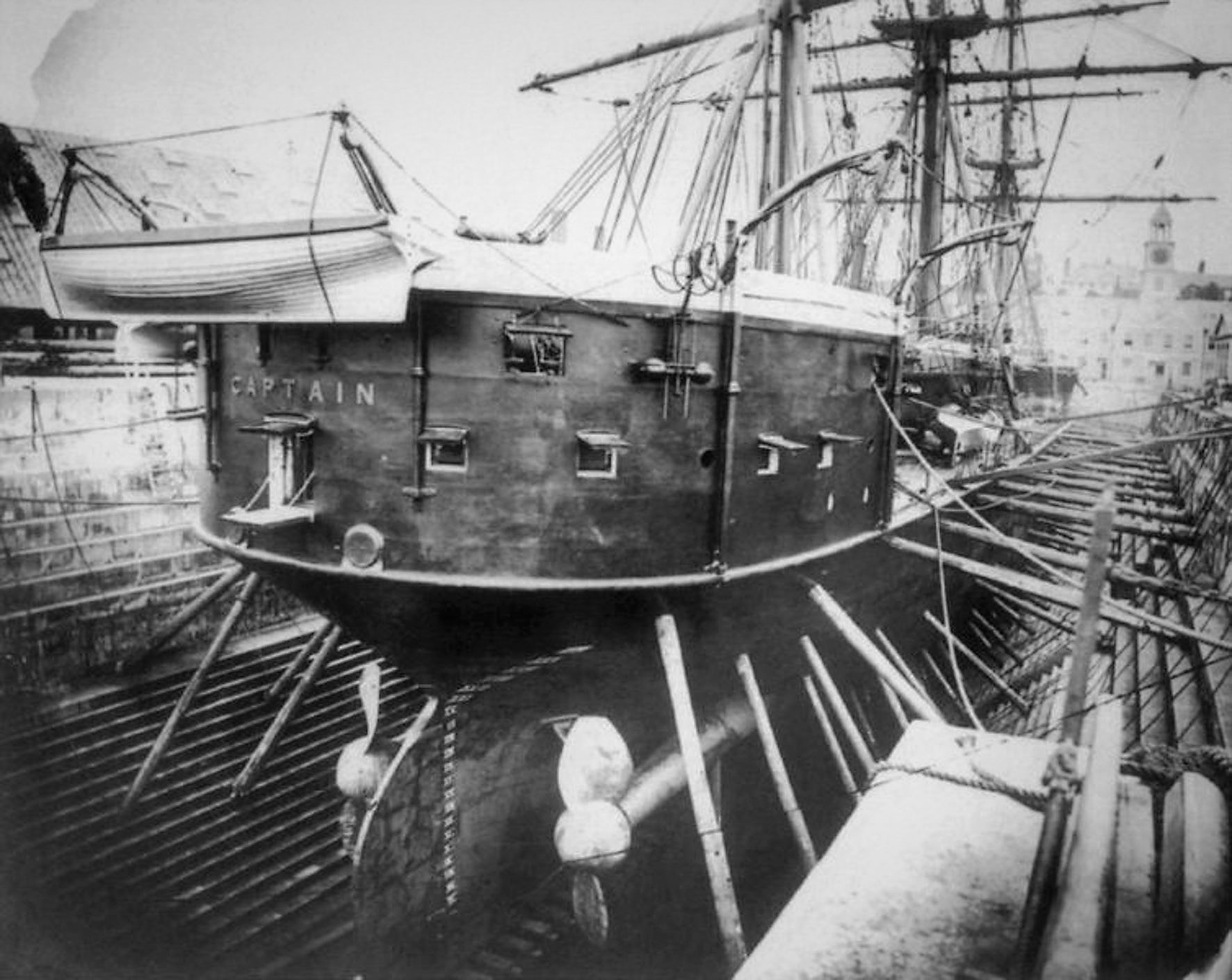
HMS Captain en el astillero durante su construcción.

La instalación de las torretas de diseño Coles en buques de alto bordo, tal como lo deseaba la Royal Navy, requería la modificación de la jarcia. Por esta razón el Almirantazgo ordenó a Coles, a comienzos de 1863, estudiar, junto al jefe del Departamento de Construcción Naval, Nathaniel Barnaby, el diseño de un buque armado con dos torretas con un aparejo trípode que permitiera la navegación de alto bordo. Sin embargo, en junio de 1863 el Almirantazgo decidió suspender los estudios hasta terminar con las pruebas de mar del Royal Sovereign. En 1864 Coles fue autorizado a estudiar el diseño de un nuevo buque, esta vez armado con una sola torreta y utilizando el casco del HMS Pallas. Esta labor la llevó a cabo con la ayuda de Joseph Scullard, dibujante en jefe del Arsenal de Portsmouth.

El año siguiente, 1865, el comité del Almirantazgo encargado de evaluar el nuevo proyecto desechó los diseños de Coles al estimar que contaban con un arco de fuego inadecuado y se inclinó a favor de otro diseño de dos torretas creado por el arquitecto naval Edward James Reed. Este nuevo buque, que tomaría el nombre de HMS Monarch contaría con dos cañones de 305 mm (12 pulgadas) por torreta, y un aparejo capaz de garantizar la navegación oceánica.
Sorprendido y disgustado por la decisión del comité, Coles decidió lanzar una fuerte campaña objetando el diseño del Monarch, atacando al controlador de la marina Robert Spencer Robinson y a otros miembros del comité del Almirantazgo. El notable grupo de presión de Coles, tanto en la prensa como en el parlamente británico, forzaron al Almirantazgo a autorizar la construcción de su diseño de dos torretas. El nuevo buque llevaría el nombre de HMS Captain.

## Diseño

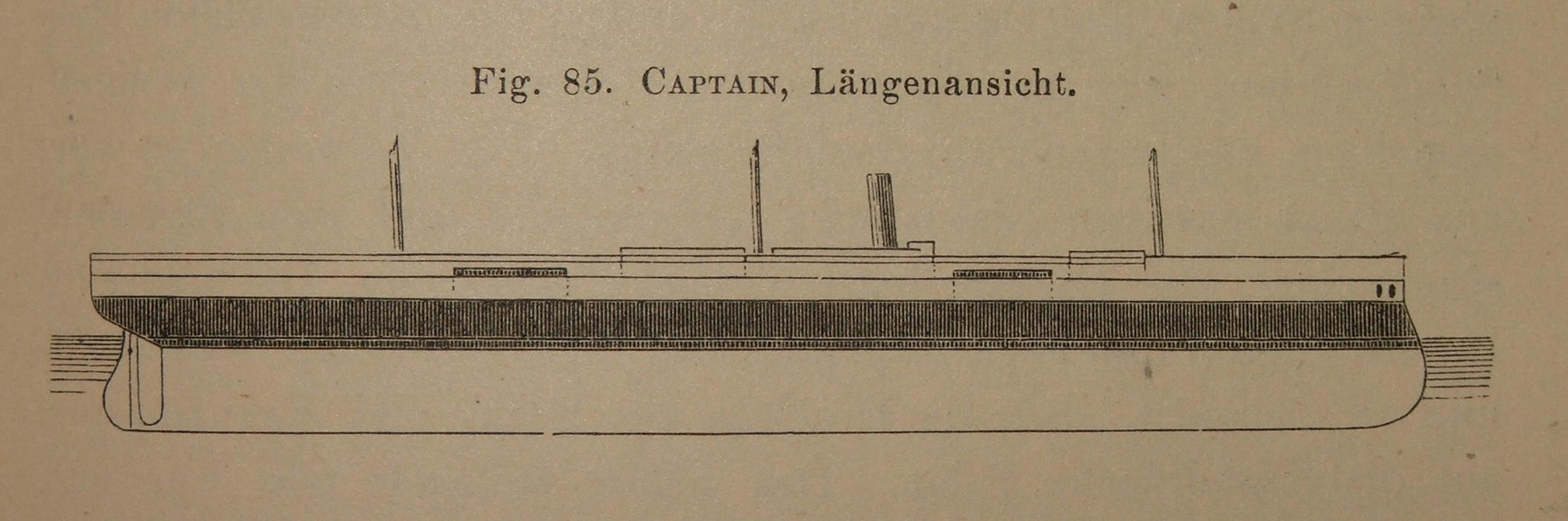
Perfil del casco del HMS Captain.

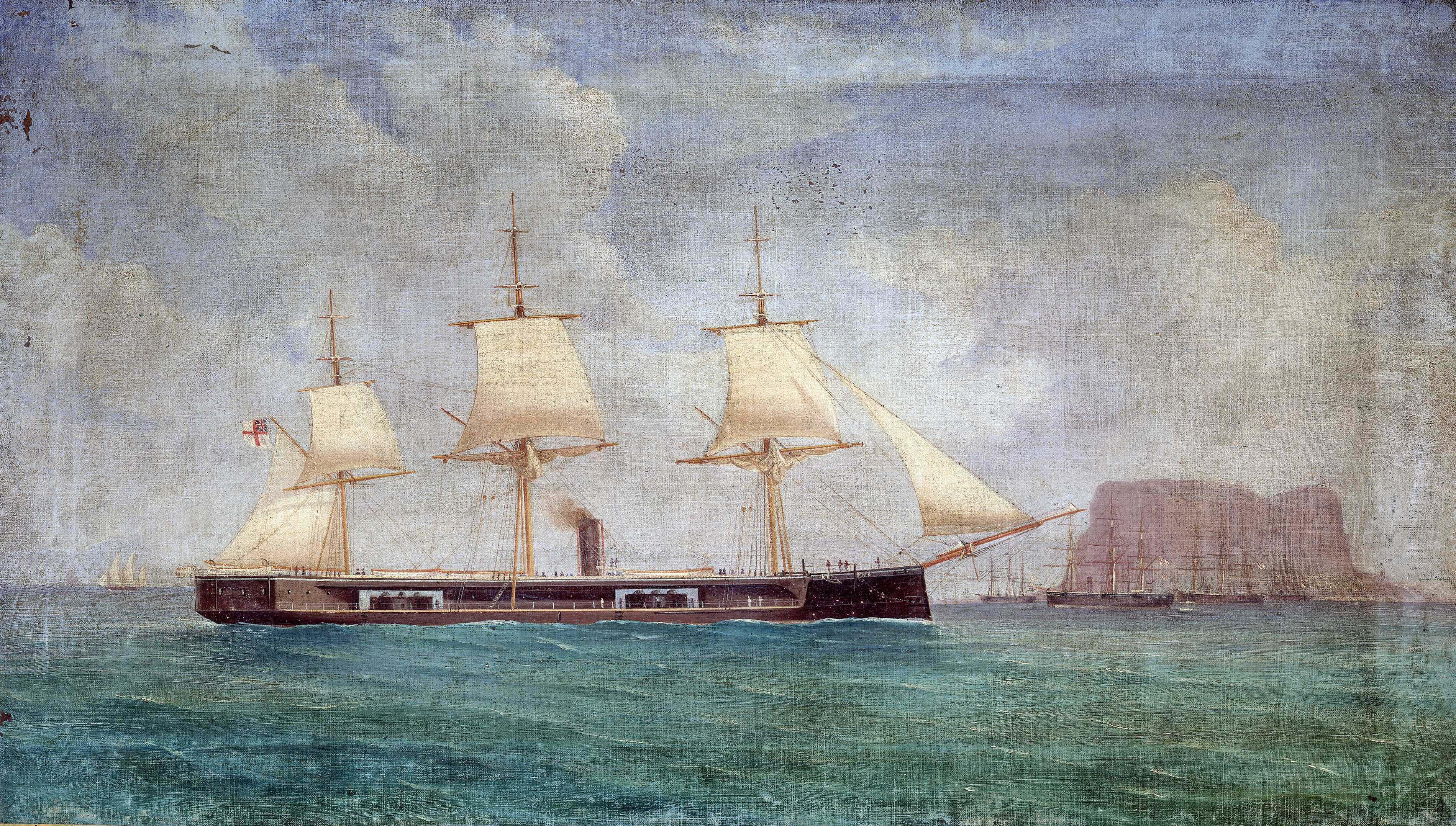
Dibujo en el que se aprecia el perfil del HMS Captain navegando.

En mayo de 1866 Coles informó al Almirantazgo de su decisión de construir el nuevo buque de guerra en los astilleros Laird Brothers. Esta decisión se basó en la experiencia de Laird Brother en la construcción de buques blindados y en su interés en aceptar el desafío de construir un buque según las especificaciones de Coles. El 23 de julio de 1866 el Primer Lord del Almirantazgo, John Pakington, escribió a Coles aprobando la construcción del nuevo buque pero también haciendo notar que la responsabilidad de cualquier fallo del mismo recaería en Coles y el constructor.

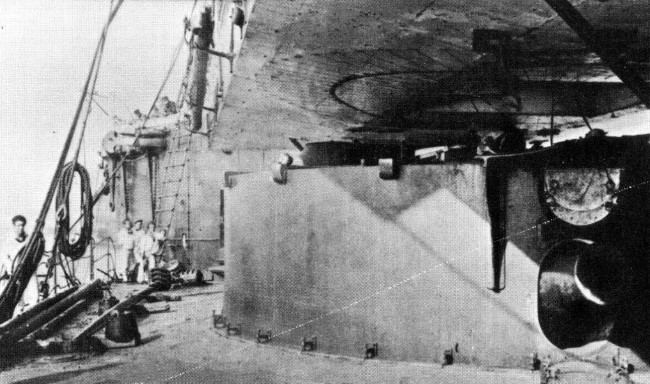
Cubierta del HMS Captain, se puede ver una de las dos torretas de cañones que montaba.

El Captain llevaría su aparejo montado sobre una plataforma localizada sobre la cubierta principal conocida como "hurricane deck". De esta forma las torretas podrían ampliar su arco de fuego sin dañar la jarcia y la arboladura. Además, Coles optó por usar mástiles trípodes para reducir aún más la jarcia. El casco del Captain fue proyectado con un francobordo más bajo de lo habitual para un buque de alto bordo y así reducir la exposición al fuego enemigo. Los cálculos preliminares de Coles estimaban que la cubierta principal se elevaría solamente 2,7 m (8 pies) sobre el plano de flotación.
Tanto el Controlador del Almirantazgo, Robert Spencer Robinson, como el Jefe de Construcción, Edward James Reed, criticaron esta decisión argumentando que un francobordo tan bajo en un buque de navegación oceánica podría causar problemas de estanqueidad en la cubierta principal. Reed fue aún más crítico al sugerir que el Captain sería un buque más pesado de lo proyectado con un centro de gravedad demasiado alto lo que afectaría su estabilidad.

## Construcción y pruebas de mar

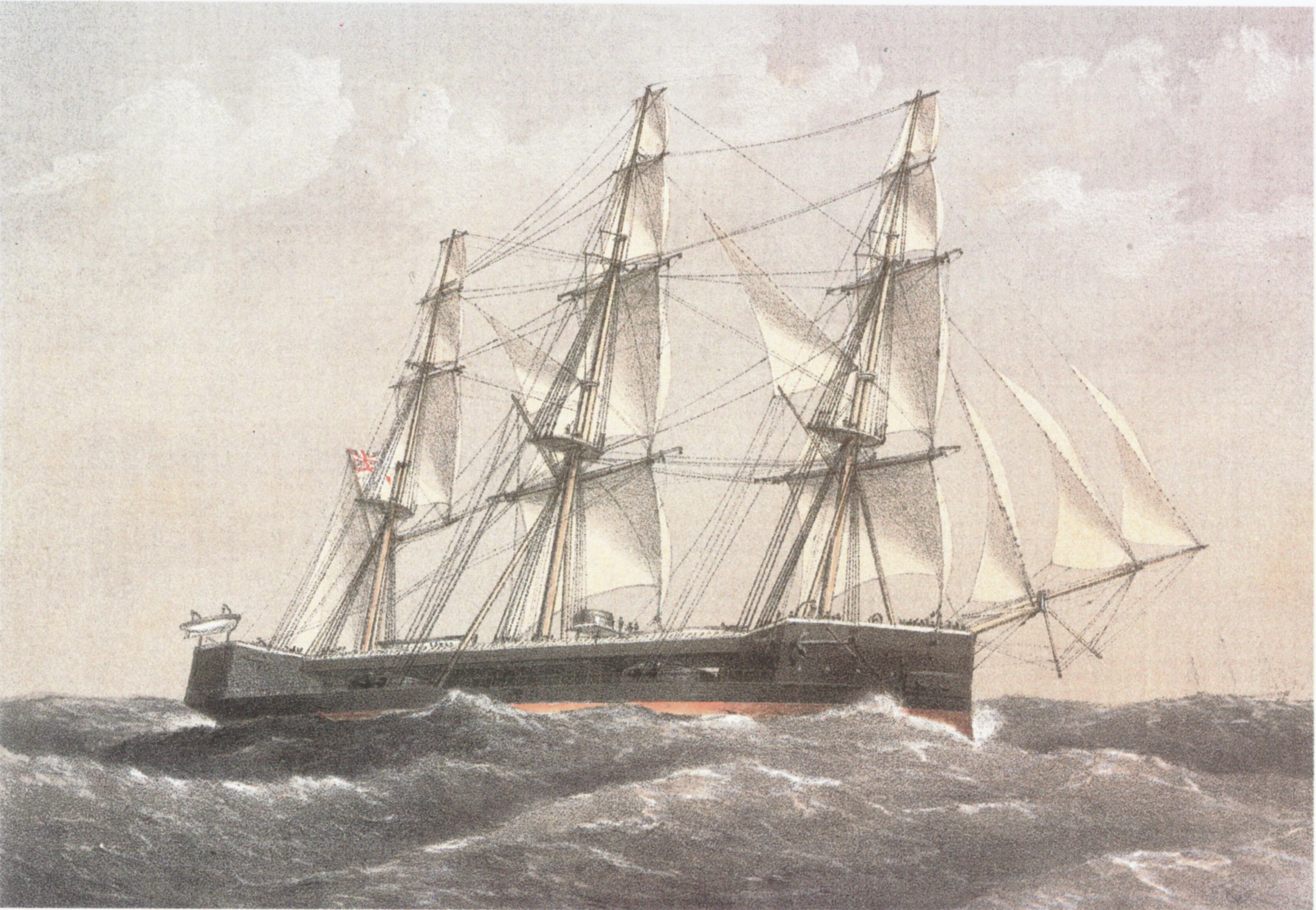
HMS Captain en navegación.

En noviembre de 1866 se finalizó el diseño y se aprobó el contrato de construcción del nuevo buque. Los trabajos de construcción comenzaron el 30 de enero de 1867 con la puesta en grada de quilla y tuvieron poca supervisión debido a la enfermedad de Coles. A pesar de esto, el casco del nuevo buque fue lanzado el 27 de marzo de 1869.
Tras el lanzamiento, los temores de Edward James Reed fueron confirmados al registrarse un calado de flotación mucho mayor a lo esperado (0,33 metros), es decir, el buque fue lanzado desplazando 427 toneladas más de lo calculado por Coles. El aumento de calado afectaría seriamente la estabilidad del buque debido a la disminución del ya marginal francobordo de 2,7 m a 2,37 m. Debido a esto, Reed escribió al Almirantazgo, calificando al Captain de "absolutamente inseguro", y haciendo notar que la situación empeoraría aún más debido a la decisión del Almirantazgo de aumentar la dotación proyectada de 400 a 500 tripulantes.
En febrero de 1870, el astillero sugirió realizar un experimento de inclinación para determinar la posición del centro de gravedad de Captain; sin embargo, Reed recomendó posponer el experimento hasta finalizar las pruebas de mar. La construcción concluyó a fines de marzo de 1870.
Las pruebas de mar del Captain comenzaron el día 30 de abril con el buque al mando del capitán Hugh Talbot Burgoyne. Las mediciones efectuadas durante las pruebas señalaron un incremento en el calado de 0,55 metros, lo que significaba un francobordo final de solo 1,87 metros. A pesar de esto las pruebas de mar siguieron adelante con la prueba de la milla medida y con una prueba de navegación a vela en un ventarrón.
En julio del mismo año el Captain completó satisfactoriamente su primera travesía oceánica al puerto español de Vigo. El 23 de julio se realizó el experimento de inclinación. El informe de este experimento, fechado el 23 de agosto, determinaba que el Captain era inestable en condición liviana pero que esto podía ser corregido llenando con agua de lastre los tanques del doble fondo. Sin embargo el asistente de Reed, F K Barnes, hizo notar que, al navegar escorado por acción del velamen, el buque se encontraría peligrosamente cerca de su límite de estabilidad si recibiese repentinamente una racha de viento.

## Hundimiento

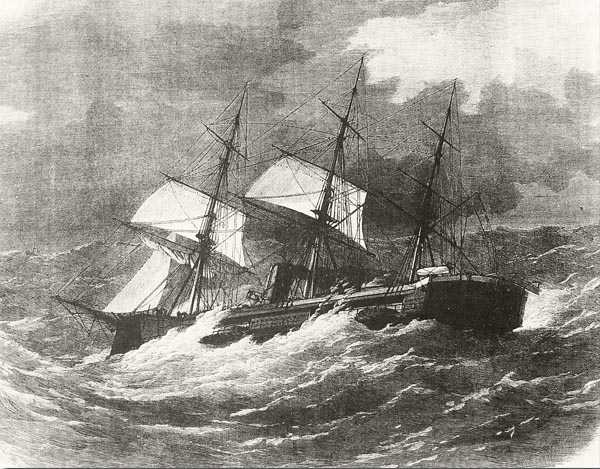
Hundimiento del HMS Captain en la noche del 6 al 7 de septiembre de 1870.

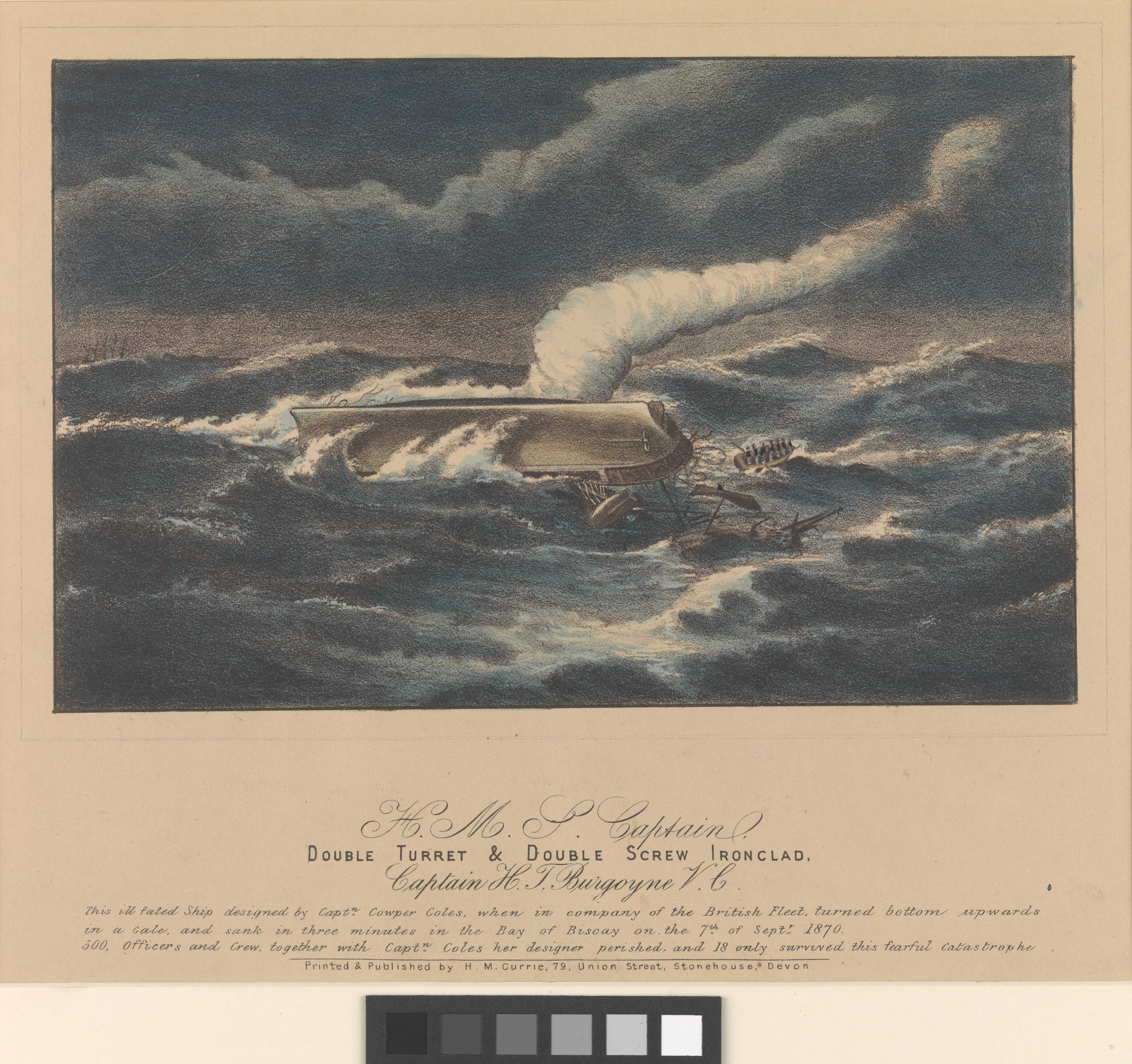
El HMS Captain giró de abajo hacia arriba en un vendaval y se hundió en tres minutos en el Golfo de Vizcaya el 7 de septiembre de 1870.

La última prueba de mar del Captain, que comenzó el 4 de agosto, fue una travesía desde Inglaterra a Gibraltar. En este viaje se comparó el rendimiento del Captain con el de otros buques de la marina real británica, particularmente con el diseño de Reed en el HMS Royal Sovereing. Coles, al igual que en las pruebas anteriores, navegaría a bordo del Captain monitoreando el desempeño de su diseño.
El 6 de septiembre, la flotilla se encontraba en navegación a vela de regreso a Inglaterra con olas rompientes y viento fuerte (Beaufort 6). En la noche del 6 al 7 de septiembre, mientras el Captain navegaba a la cuadra del cabo Finisterre, las condiciones climáticas empeoraron; comenzó a llover y la fuerza del viento aumentó de Beaufort 6 a Beaufort 8 forzando a la tripulación del Captain a reducir el velamen.
A la medianoche el capitán Burgoyne subió a cubierta al darse cuenta de que el buque se escoraba peligrosamente y ordenó reducir completamente el velamen. Sin embargo, antes de que la orden pudiera ser cumplida, el buque comenzó a escorar más allá de su ángulo normal de navegación hasta volcar completamente.

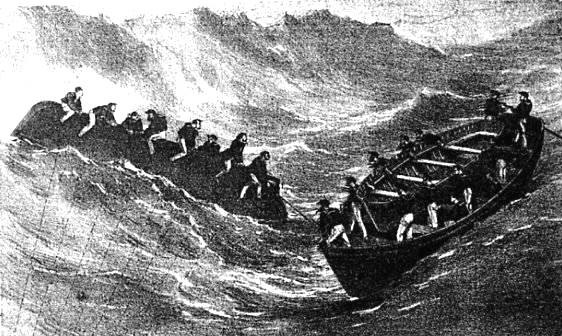
Supervivientes del naufragio del HMS Captain en mar gruesa.

Solamente 18 marinos lograron sobrevivir al naufragio abordando un bote del Captain liberado durante el hundimiento. El capitán Burgoyne, a pesar de sobrevivir al hundimiento, fue incapaz de alcanzar el bote con los demás náufragos. Los sobrevivientes lograron, tras horas de remo, arribar al pueblo de Finisterre. En la tragedia perdió la vida Leonard Childers, hijo del Primer Lord del Almirantazgo, Hugh Childers.

## Investigación y corte marcial
La Royal Navy comenzó inmediatamente una investigación para determinar la razón y los culpables del desastre. La investigación estuvo a cargo de los científicos William Thomson y William John Macquorn Rankine. Los resultados de la misma fueron presentados en una corte marcial que se desarrolló a bordo del HMS Duke of Wellington en el puerto de Portsmouth, solo tres semanas después del desastre.
Los investigadores concluyeron que el Captain no contaba con suficiente estabilidad. En una escora de 14º (cuando el canto de la cubierta toca el plano de flotación), el momento adrizante (par) generado por la carena del Captain era solamente 1,2 MNm (410 ft-ton). En comparación, el HMS Monarch, el buque torreta propuesto por el comité en 1865 y diseñado por Reed, que formba también parte de la flotilla al momento del hundimiento del Captain, contaba con un momento adrizante de 20 MNm (6500 ft-ton) al mismo ángulo de escora. Es más, el máximo momento adrizante del Captain ocurría a 21º de escora mientras que en el Monarch ocurría a los 40º.